# Pierre Bérégovoy
Pierre Bérégovoy (Déville-lès-Rouen, França 1925 - Nevers 1993) fou un polític francès que ocupà el càrrec de Primer Ministre de França el 1992 i 1993.
La seva procedència social era molt humil; fou membre de la Resistència francesa.
El 1958 fou un dels fundadors del Parti Socialiste Autonome, i El 1969 passà al Parti Socialiste, i del 1975 al 1981 estigué al càrrec de les relacions exteriors del partit.
El 1982 entrà en el govern com a ministre d'afers socials. El 1983 ocupà l'alcaldia de Nevers i fou ministre d'economia en dos períodes: del 1984 al 1986 i del 1988 al 1992. A l'abril del 1992 fou nomenat primer ministre en substitució d'Édith Cresson, càrrec que abandonà un any després en mans del gaullista Édouard Balladur arran de la derrota en les eleccions legislatives del març del 1993. Fou acusat des d'un mitjà de comunicació d'haver rebut un préstec sense interessos d'un milió de francs, l'1 de maig de 1993 se suïcidà a Nevers.